# Дерби вечитих непријатеља
Дерби вечитих непријатеља (грч. Ντέρμπι των αιωνίων αντιπάλων) је фудбалска утакмица у Атини између два најуспешнија грчка клуба, Олимпијакоса и Панатинаикоса. Ривалство између ова два клуба је једно од највећих не само у Атини и Грчкој, већ и у целом свету. Ривалство такође постоји и у осталим спортовима.

## Историјат
Панатинаикос је основан 1908. у центру Атине, и представљао је вишу класу града. Олимпијакос је основан 1925. у Пиреју, атинској луци, и тако је привукао присталице из радничке класе. Ове разлике у класама су допринеле још већој нетрпељивости ова два клуба. Данас, навијачи оба клуба су скоро једнаки о том питању.
Олимпијакос и Панатинаикос имају бројне навијаче који их прате у домаћим и међународним утакмицама. Хулиганство је све чешћа појава између њихових навијача у последњих неколико година, укључујући од разбијања седишта на стадиону, туча, ватромета до немира на улицама. Инциденти су најчешћи пре и после дербија, као што је то било 29. марта 2007. када је на смрт избоден 22-годишњи Михалис Филопулос, навијач Панатинаикоса, пред утакмицу женских одбојкашких екипа између ова два клуба. Тај догађај је изазвао велико изненађење у Грчкој, и наредне две недеље све спортске манифестације су биле отказане.
Олимпијакос је најуспешнији фудбалски клуб у Грчкој, има 82 званичне титуле, док Панатинаикос има 44. Такође је Олимпијакос успешнији у међусобним дуелима. Панатинаикос је успешнији у европским такмичењима, финалиста купа шампиона 1971. и још два полуфинала 1985. и 1996, док је Олимпијакосу највећи успех четвртфинале 1999. Оба клуба су по једанпут освојила Балкански куп, а Олимпијакос је освајањем Лиге конференције постао први грчки клуб који је освојио неко такмичење под окриљем УЕФА.

## Трофејност клубова

### Званична такмичења
| Такмичење         | Олимпијакос | Панатинаикос |
| ----------------- | ----------- | ------------ |
| Првенство Грчке   | 48          | 20           |
| Куп Грчке         | 29          | 20           |
| Суперкуп Грчке    | 4           | 3            |
| Лига конференције | 1           | 0            |
| Балкански куп     | 1           | 1            |
| Укупно            | 83          | 44           |

### Незванична такмичења
| Такмичење        | Олимпијакос | Панатинаикос |
| ---------------- | ----------- | ------------ |
| Куп велике Грчке | 3           | 1            |

## Статистика дербија
30. март 2025.
| Такмичење       | Мечева | Победа Олимпијакоса | Нерешено | Победа Панатинаикоса |
| --------------- | ------ | ------------------- | -------- | -------------------- |
| Првенство Грчке | 182    | 69                  | 65       | 48                   |
| Куп Грчке       | 42     | 20                  | 13       | 9                    |
| Лига куп Грчке  | 2      | 0                   | 2        | 0                    |
| Укупно          | 226    | 89                  | 80       | 57                   |

## Играчи који су играли за оба клуба
| Након Олимпијакоса у Панатинаикосу - Костас Папазоглу - Јоанис Францис - Јоргос Капуранис - Јоргос Деликарис - Елефтериос Пупакис (враћао се у Олимпијакос) - Никос Сарганис - Јоанис Кирастас - Маик Галакос - Никос Вамвакулас - Стратос Апостолакис - Тасос Митропулос (враћао се у Олимпијакос) - Панајотис Влаходимос - Анастасиос Авлонитис - Никос Вергос - Теофанис Цандарис - Димитрис Коловос - Епаминондас Пантелакис - Манолис Сиопис - Себастијан Лето - Јури Лодигин | Након Панатинаикоса у Олимпијакосу - Леонидас Калогеропулос - Хараламбос Филактос - Лакис Софианос - Никос Алефантос - Андонис Антонијадис (враћао се у Панатинаикос) - Харис Грамос - Крис Каланцис - Јоргос Георгијадис - Михалис Константину - Андонис Никополидис - Стефанос Капино - Спирос Рисванис - Лазарос Христодулопулос - Стефанос Евангелу - Сотирис Александропулос - Александрос Анагностопулос |

## Тренери који су водили оба клуба
- Стјепан Бобек (Панатинаикос, Олимпијакос, опет Панатинаикос)
- Лакис Петропулос (Панатинаикос, Олимпијакос, опет Панатинаикос)
- Казимерж Горски (Панатинаикос, Олимпијакос)
- Хелмут Сенекович (Панатинаикос, Олимпијакос)
- Јацек Гмох (Панатинаикос, Олимпијакос, опет Панатинаикос)
- Христос Контис (Олимпијакос, Панатинаикос)